# Warren Buffett
Warren Edward Buffett (Omaha, 30 agosto 1930) è un imprenditore, economista e filantropo statunitense, soprannominato «oracolo di Omaha» per la sua abilità di previsione negli investimenti finanziari.

Firma di Warren Buffett

Considerato il più grande investitore di valore di sempre, secondo Forbes, al 4 maggio 2025, è il quinto uomo più ricco del mondo, con un patrimonio di 168,2 miliardi di dollari. Tra i personaggi più significativi della storia della finanza, viene presentato nei suoi interventi con la formula «Ladies and Gentlemen, the legendary investor Warren Buffett».

## Biografia
Nato nel 1930 a Omaha (Nebraska), è il secondo di tre figli, unico maschio, di Howard Buffett. Si dedica al suo primo investimento a soli undici anni. Nel marzo 1942, Buffett compra tre azioni di Cities Service per 38 dollari ciascuna. Il titolo scende in fretta a 27 dollari, poi risale e tocca i 40 dollari. Il giovane Buffett decide di vendere e si accontenta dell'esiguo guadagno. Cities Service, però, continua la sua corsa e nelle settimane seguenti sale fino a 200 dollari di quotazione. A quel punto Buffett, pentito di essersi liberato troppo presto delle sue prime azioni possedute di un'azienda, acquisisce la filosofia di una vita: baserà sul fattore tempo e sulla pazienza i suoi investimenti a lungo termine.
I modelli da cui traeva ispirazione erano:
- il padre, che nel 1942 fu eletto al Congresso degli Stati Uniti.[6]
- Benjamin Graham, docente della Columbia Business School.

Durante la sua permanenza alla Columbia University, Warren Buffett ebbe Benjamin Graham come insegnante e mentore. Il professore di economia aveva avuto successo perché era l'autore del libro The intelligent investor. In pratica gli trasmise la conoscenza del value investing, un metodo per l'acquisto di titoli azionari al di sotto del loro reale valore.
Dopo la laurea, Warren Buffett lavora per la società newyorkese Graham-Newman Corp., il primo hedge fund della storia. Nel 1956 Graham va in pensione e gli offre la carica di socio (partner) della società, ma Buffett rifiuta e torna a Omaha, la sua città natale. Con il capitale e le sue capacità, infatti, è conscio di poter vivere di rendita. E anche gli amici e i parenti lo implorano di gestire i loro soldi.
Buffett si distingue dagli altri: sceglie i titoli sottovalutati dal mercato con l'intenzione di esserne il proprietario per sempre. Successivamente, tramite la Berkshire Hathaway, Buffett possiede importanti partecipazioni: nel 2022, i primi quattro titoli quotati del portafoglio di BRK-A sono i seguenti:
| Apple           | → | Settore tecnologico |
| Bank of America | → | Settore bancario    |
| Coca Cola       | → | Settore bevande     |
| Chevron         | → | Settore petrolifero |
|                 |   |                     |

I pilastri che Warren Buffett ha impiantato nel business della Berkshire Hathaway sono quattro:
- la diversificazione di portafoglio;
- il flusso di cassa;
- il bilancio solido;
- la cultura aziendale.[9]

L'azienda di Omaha ha 389 000 dipendenti nel 2022. Venticinque soltanto nel quartier generale. Una dozzina invece nel board. Gli incontri annuali degli azionisti, che si svolgono nel Qwest Center di Omaha, Nebraska, sono regolarmente visitati da 20 000 persone. Nel 2007 si sono registrate circa 27 000 presenze. Le riunioni, soprannominate "la Woodstock del capitalismo", sono considerate il più grande appuntamento annuale dopo il College World Series di baseball. Note per il loro umorismo e la spensieratezza, le riunioni di solito iniziano con un filmato per gli azionisti. Partecipa sempre anche l'amico e socio storico Charlie Munger. Nel 2022 c'erano diverse personalità ospiti, fra cui Tim Cook, amministratore delegato di Apple, e Jamie Dimon, amministratore delegato di JPMorgan Chase.

## Carriera

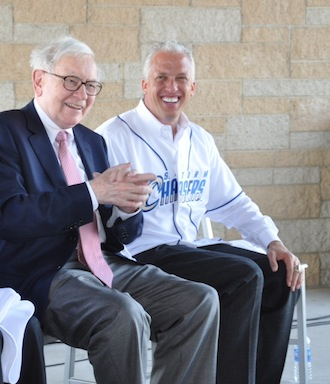
Buffett con Gary Green nel 2010

### Berkshire Hathaway
Il 12 dicembre 1962 Warren Buffett compra le sue prime azioni della Berkshire Hathaway per 7,50 dollari cadauna. All'epoca era un'industria tessile in declino a causa dell'andamento generale del settore. Secondo quanto affermato nella lettera agli azionisti del 1989, "il mio primo errore, ovviamente, è stato nell'acquistare Berkshire Hathaway. Anche se conoscevo la sua attività di produzione tessile, che non era promettente, sono stato indotto a comprare perché il prezzo sembrava a buon mercato". Come è solito ripetere in pubblico, la sua frase celebre è: "È molto meglio acquistare un’azienda meravigliosa a un prezzo equo, che un'azienda equa a un prezzo eccezionale".
Con la Berkshire Hathaway, affiancato dal socio Charlie Munger, dal 1965 comincia ad acquistare aziende sottovalutate in ogni campo di attività: dai servizi all'industria, dalle assicurazioni alla biancheria, passando per società che offrono proprietà frazionata di jet privati. Nel 1965 acquista azioni di American Express a un prezzo irrisorio. Nel 1972 compra la See's Candies, una rinomata società che in America vende cioccolatini. Nel 1988 acquista una quota rilevante della Coca-Cola, un famoso marchio di bevande. Nel 1996 controlla il 100% di GEICO, la compagnia di assicurazioni americana. Nel 1998 compra General Re, un'altra compagnia di assicurazioni americana.
Nel 2008, durante la crisi economica, compra azioni di Bank of America. Nel 2009 è la volta di BNSF Railway, una compagnia ferroviaria statunitense. Dal 2016 Warren Buffett è azionista di Apple, un'azienda di riferimento per l'informatica. Nel 2023 tramite Berkshire possiede il 20% di Occidental Petroleum, una compagnia petrolifera americana che potrebbe conservare per molto tempo. Sempre nel 2023 la società dell'imprenditore americano ha a disposizione cash (contanti) per 130,6 miliardi di dollari. L'abilità di Warren Buffett ha consegnato un rendimento pari al 3 600 000% per le azioni di classe A di Berkshire Hathaway dal 1965.
Berkshire Hathaway fornisce un resoconto trimestrale dell'andamento del business. È necessario precisare che permane una sostanziale differenza tra utile netto (net income) e utile operativo (operating income). Quest'ultimo infatti esclude il saliscendi delle azioni accumulate da Berkshire Hathaway. Ciò è particolarmente importante per la società di Omaha, in quanto essa detiene significativi pacchetti di holding pubbliche quotate. Tali investimenti cambierebbero la visuale per chi volesse misurare le prestazioni della società nelle sue attività tipiche.
Come sostiene Warren Buffett, l'ammontare dei guadagni o delle perdite delle posizioni azionarie nel portafoglio di investimenti della Berkshire Hathaway in un dato trimestre è solitamente privo di significato e fornisce cifre per individuare l'utile netto che possono essere estremamente fuorvianti per coloro che hanno poca o nessuna conoscenza delle regole contabili vigenti in America. Ogni trimestre l'azienda dichiara più di 6 miliardi di dollari di utile operativo. Ogni anno l'azienda dichiara più di 24 miliardi di dollari di utile operativo. Il flusso di cassa libero (free cash flow) in media raggiunge i 20 miliardi di dollari ogni anno. Le azioni in circolazione (shares outstanding) di classe A il 7 agosto 2022 sono numero 1470577. Nei prossimi dodici mesi, Berkshire Hathaway è pronta per raccogliere oltre 6 miliardi di dollari di dividendi principalmente dovuti alle sue prime dieci posizioni in azioni detenute in portafoglio.
Nel 2022 la conglomerata possiede:
- più di 40 companies for common stocks (azioni quotate);
- più di 60 subsidiary companies (società sussidiarie).

### Il settore editoriale
Nel 1973 Berkshire iniziò ad accumulare azioni del Washington Post. Warren Buffett era a conoscenza delle difficoltà economiche che il prestigioso quotidiano stava attraversando, ma aveva calcolato di poter risollevarne le sorti e con il tempo trarne vantaggio. Così divenne amico intimo di Katharine Graham, la coraggiosa direttrice che durante lo scandalo Watergate aveva tenuto testa al presidente Richard Nixon. Poi, con soddisfazione, Buffett si unì al consiglio di amministrazione del suo giornale preferito. Nel 2014 Warren Buffett ha ceduto la sua quota, pari al 28%, della società editrice.

### Il settore assicurativo
Con la Berkshire Hathaway, nel 1967 acquisisce due compagnie assicurative: la National Fire and Marine Insurance Company e la National Indemnity Company. Il settore delle assicurazioni conquista sempre più spazio all'interno della holding di Buffett, così dal 1985 abbandona definitivamente il settore tessile per dedicarsi esclusivamente a quello assicurativo. Dal 1996 la Berkshire Hathaway controlla interamente la GEICO, una società tra le prime in America nel settore assicurativo delle automobili. Il 21 marzo 2022 la Berkshire Hathaway compra la compagnia di assicurazioni Alleghany Corporation. Oggi Berkshire Hathaway è il più grande riassicuratore mondiale dopo la svizzera Swiss Re e la tedesca Munich Re.

### Il settore bancario
Dopo la crisi economica del 2008, nel cui frangente aveva appoggiato Goldman Sachs, Warren Buffett valuta le banche americane come interessanti fonti di reddito. Una in particolare, Bank of America, è presente massicciamente nel portafoglio di Warren Buffett: nel 2022 ricopre una delle prime cinque posizioni. In misura minore, Buffett possiede anche altre azioni bancarie come JPMorgan Chase, U.S. Bancorp e Citigroup.

### Il settore energetico
Berkshire Hathaway Energy (BHE) è una sussidiaria che genera e distribuisce elettricità prodotta anche da fonti naturali (comprese l'eolico e il solare). La società è stata valutata per una cifra superiore ai 100 miliardi di dollari nel 2020.
Essa è posseduta al 92% da Berkshire Hathaway. Nel 2022 l'amministratore delegato di Berkshire Hathaway Energy è Greg Abel, che è anche il successore designato da Warren Buffett per la guida della società conglomerata.
BHE ha partecipazioni nelle seguenti compagnie:
- PacifiCorp
- MidAmerican Energy Company
- NV Energy
- Northern Powergrid
- Northern Natural Gas
- BHE GT&S
- Kern River Gas Transmission Company
- BHE Renewables
- AltaLink
- BHE U.S. Transmission
- HomeServices of America

### Il settore automobilistico
Nel 2008, Berkshire Hathaway ha comprato 225 milioni di azioni della BYD Company quotate sulla Borsa di Hong Kong. BYD produce le auto elettriche di fabbricazione cinese che, dopo il precursore Warren Buffett, nel primo semestre 2022 hanno attirato centinaia di migliaia di entusiasti acquirenti.

### Il settore ferroviario
Con la Berkshire Hathaway, nel 2009 acquisisce le ferrovie americane BNSF. Sono un pezzo molto importante per l'America. Warren Buffett prevede che andranno bene per i prossimi cento anni e oltre.

### Il settore finanziario
Dal 1965 Warren Buffett predilige le azioni di American Express. Nel 2022 il titolo ricopre la seconda posizione di Berkshire Hathaway. In realtà, dopo la crisi economica del 2008, ha mostrato favore anche ad altri istituti che si occupano di carte di credito: ad esempio Visa, di cui conserva un discreto pacchetto di azioni, e MasterCard.

### Il settore tecnologico
Il 30 giugno 2024 il 20% del portafoglio di Berkshire Hathaway è rappresentato da Apple: circa 400 milioni di azioni Apple per un valore di 84,2 miliardi di dollari. Warren Buffett ha elogiato sia la società tecnologica di Cupertino sia il suo amministratore delegato Tim Cook. Dal 2019, Warren Buffett ha voluto che Berkshire Hathaway possedesse anche una piccola porzione di Amazon, l'azienda di commercio elettronico.

### Assicurazioni e servizi finanziari
- American Express (10%)
- Applied Underwriters
- Bank of America (10%)
- Berkshire Hathaway Capital
- Berkshire Hathaway Primary Group
- Berkshire Hathaway Reinsurance Group
- Central States Indemnity Company
- Citigroup
- GEICO (100%)
- General Re
- Goldman Sachs
- JPMorgan Chase
- Kansas Bankers Security Company
- Kemper Insurance Co
- M&T Bank (15,9%)
- Moody's (12,5%)
- National Indemnity Company
- United States Liability Insurance Group
- U.S. Bancorp
- Wesco Financial Corporation

### Cibi e bevande
- Dairy Queen (100%)
- The Coca-Cola Company (7%)
- The Pampered Chef (100%)
- See's Candies (100%)
- Kraft Heinz (26,7%)

### Farmaceutici
- GlaxoSmithKline
- Merck & Co.
- Sanofi

### Abbigliamento
- Fechheimer Brothers Company
- Fruit of the Loom (100%)
- Garan Children's Clothing
- H.H. Brown Shoe Group
- Justin Brands
- Brooks Sports

### Arredamento
- CORT Business Services
- Jordan's Furniture
- Larson-Juhl
- Nebraska Furniture Mart (80%)
- RC Willey Home Furnishings
- Star Furniture

### Materiali e costruzioni
- Acme Brick Company
- Benjamin Moore & Co.
- Clayton Homes
- ISCAR Metalworking (100%)
- Johns Manville
- MiTek (90%)
- Precision Steel Warehouse, Inc.
- Shaw Industries
- SE Homes
- Cavalier Homes

### Media
- The Washington Post Company (18,1% nel 2004)
- Business Wire
- Omaha World-Herald

### Petrolio
- Chevron (7,0%)
- Occidental Petroleum (20,0%)
- PetroChina (1,3%)

### Tecnologia
- Apple (20%)
- Amazon

### Logistica
- XTRA Corporation
- McLane Company
- BNSF Railway (100% dal 2009)

### Automobili
- Ford
- General Motors (1%)
- BYD Company (8%)

### Beni di consumo
- Procter & Gamble (3,0%)
- Johnson & Johnson

### Beni di lusso
- Ben Bridge Jewelers
- Borsheim's Fine Jewelry
- Helzberg Diamonds

### Energia
- Berkshire Hathaway Energy (BHE)
- MidAmerican Energy Holdings Company (89,8%)
- Duracell (100%)

## Filantropia
Nel 2006 Buffett ha donato 37 miliardi di dollari in azioni benefiche per le popolazioni del Terzo mondo. Nel 2022 la sua ricchezza personale è pari a 95,6 miliardi di dollari.

## Collaborazione con Charlie Munger
Nel 1959 incontra Charlie Munger a un pranzo. L'amicizia sarà immediata e indissolubile. La conoscenza quasi enciclopedica e la prudenza insita nel carattere di Munger lo porteranno a essere un ottimo alter ego di Warren Buffett. Nel 1962 Munger viene invitato da Buffett a lasciare la professione di avvocato per dedicarsi completamente agli investimenti e a ragionarne insieme come amici fraterni.

## Successione

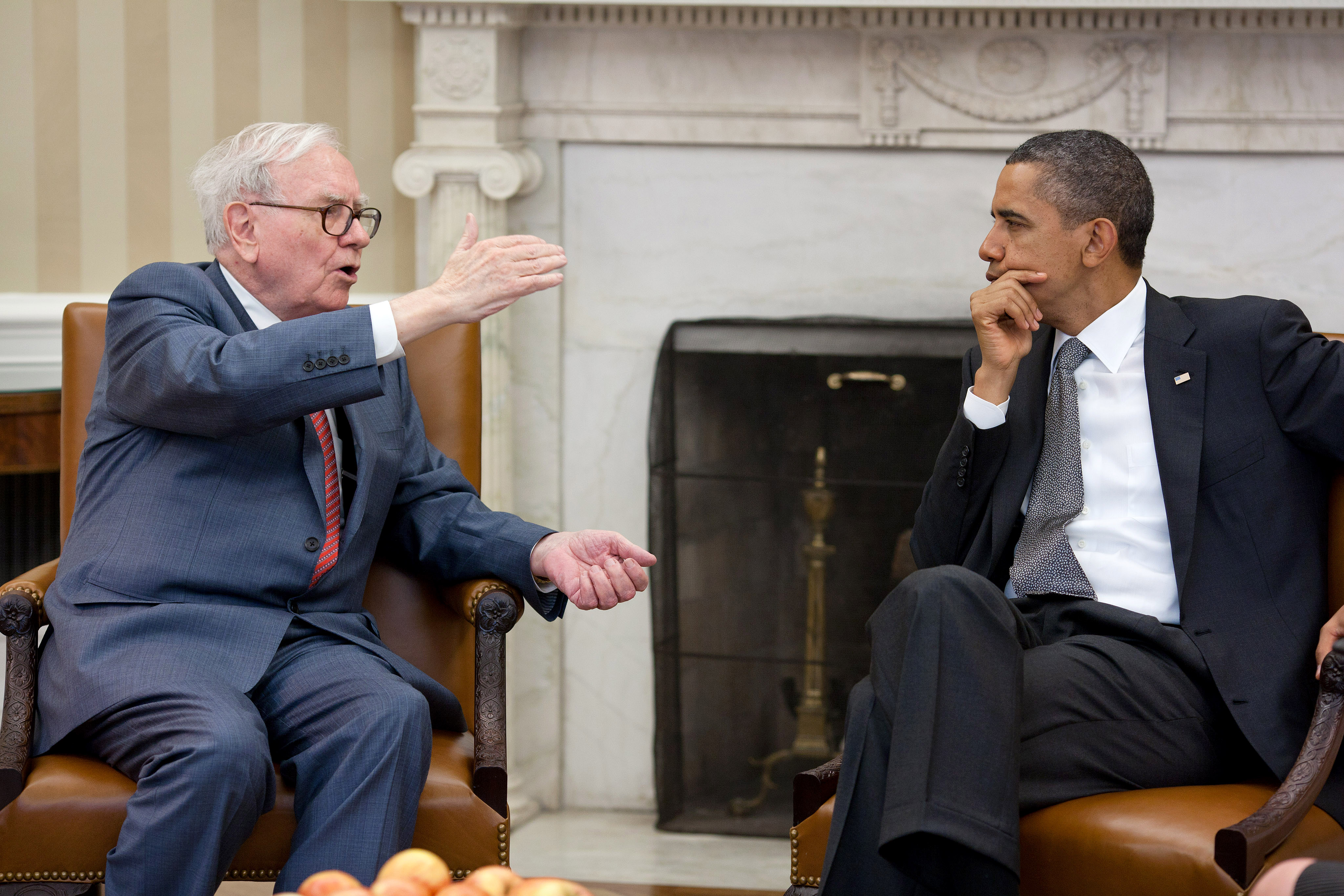
Buffett incontra il presidente Barack Obama alla Casa Bianca nel luglio 2011

Il 3 maggio 2025, durante l'annuale assemblea degli azionisti, annuncia il suo ritiro dalla carica di CEO della Berkshire Hathaway dopo sessant'anni, designando nel contempo come suo successore Greg Abel. Nato nel 1962 in Canada, egli si occupava delle operazioni non assicurative della Berkshire Hathaway. L'oracolo ha ricordato che la cultura e i valori fondanti della società di Omaha verranno preservati.

## Curiosità
- Partecipa con un cameo nella serie comica statunitense The Office, dove interpreta un candidato per il ruolo di manager della filiale, nell'ultima puntata della settima stagione[35].